# 特里亞夫納市鎮
特里亞夫納市，是保加利亞的城鎮，位於該國中部，由加布羅沃州負責管轄，首府設於特里亞夫納，面積255平方公里，2009年人口12,461，人口密度每平方公里48.9人。
42°53′N 25°28′E / 42.883°N 25.467°E